# Giovanna d'Arco (film 1948)
Giovanna d'Arco (Joan of Arc) è un film del 1948 diretto da Victor Fleming. È un film biografico interpretato da Ingrid Bergman nel ruolo di Giovanna d'Arco, basato sul dramma di Broadway Joan of Lorraine di Walter Wanger. Il film vinse tre premi Oscar.

## Trama

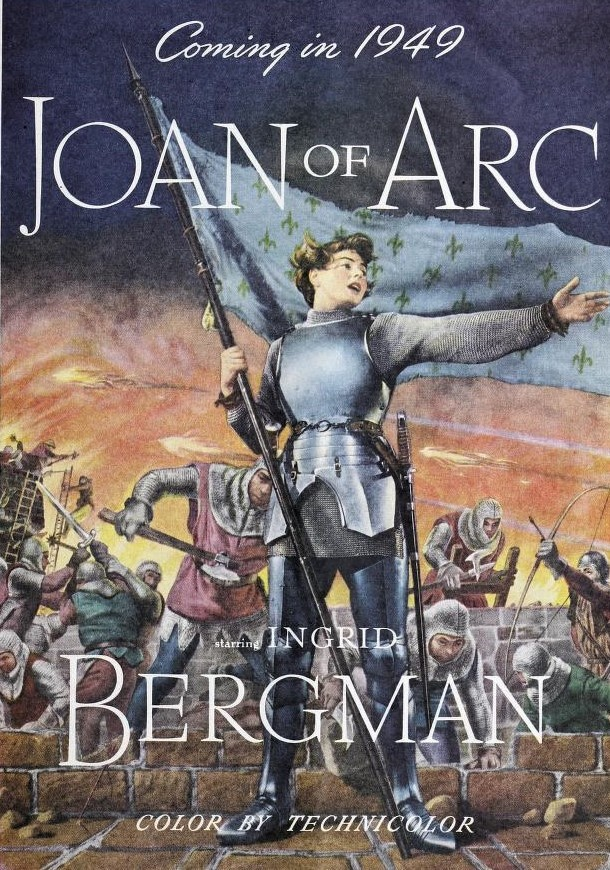
Manifesto pubblicitario per l'uscita del film

Giovanna è una ragazza che vive a Domremy, nella zona francese della Lorena, quando sente delle voci misteriose che la inducono a partecipare alla guerra contro gli inglesi.
Comandata da Robert Baudricort, si reca alla corte di Carlo VII. Carlo vuole metterla alla prova e fa sedere sul trono uno dei suoi cortigiani. Giovanna, però, con grande stupore del re, riconosce il sovrano confuso in mezzo agli altri nobili della corte.
Carlo la mette a capo dell'esercito francese schierato per la battaglia d'Orléans. Quando i francesi, guidati da quella strana ragazza, vincono la battaglia, tutti, compreso il re, rimangono stupiti dalle sue capacità; Giovanna, allora, rivela di aver vinto grazie all'aiuto divino.
Considerandola una strega, Carlo la lascia alla mercé dell'Inquisitore Cauchon.
Dopo essere stata torturata, Giovanna viene condannata a essere bruciata sul rogo. Dopo la sua morte, il popolo francese la proclama martire, prendendola come simbolo di ribellione.

## Produzione

### Sviluppo
Giovanna d'Arco venne prodotto nel 1947–1948 da una compagnia indipendente, la Sierra Pictures, creata appositamente per il film e da non confondersi con l'omonima società di produzione di film muti.
Le riprese si svolsero a partire dal 16 settembre 1947, principalmente presso gli Hal Roach Studios, con alcune scene in esterni nella zona di Los Angeles. Giovanna d'Arco fu l'unico film prodotto dalla Sierra Pictures.

### Casting
La Bergman faceva pressioni per interpretare Giovanna da molti anni, e questo film era da lei considerato un progetto da sogno. Il film riscosse giudizi contrastanti e incassi inferiori alle aspettative, sebbene non si rivelò un "disastro finanziario" come spesso si è riportato. Donald Spoto, in una biografia di Ingrid Bergman, dichiarò persino che "nonostante le denunce dei critici, il film recuperò gli investimenti con un consistente profitto".
Il film fu l'ultimo diretto dal regista Victor Fleming che morì a causa di un infarto dopo soli due mesi dalla distribuzione della pellicola. La versione originale della durata di oltre due ore e mezza fu drasticamente tagliata per volere della produzione per l'uscita nei cinema, e solamente quasi cinquanta anni dopo la versione originale fu restaurata e distribuita sul mercato home video.
Ingrid Bergman e José Ferrer (al suo debutto cinematografico) ricevettero una candidatura ai premi Oscar per le loro interpretazioni.

## Distribuzione

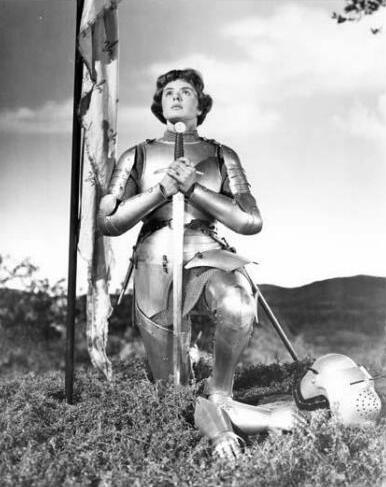
La Bergman in una foto pubblicitaria del film

### Versione tagliata
Il film fu distribuito nel novembre 1948 dalla RKO Pictures. Quando fu accorciato per la distribuzione generale nel 1950, furono tagliati 45 minuti; e la versione tagliata venne distribuita, non dalla RKO, ma da una compagnia chiamata Balboa Film Distributors, la stessa società che aveva ridistribuito Il peccato di Lady Considine di Alfred Hitchcock, film sempre interpretato da Ingrid Bergman.

### Versione originale
La versione completa da 145 minuti di Giovanna d'Arco rimase inedita negli Stati Uniti per circa 49 anni. Il film venne restaurato nel 1998 e distribuito direttamente in formato DVD nel 2004.

## Riconoscimenti
- 1949 - Premio Oscar
  - Migliore fotografia a Joseph A. Valentine, William W. Skall e Winton C. Hoch
  - Migliori costumi a Dorothy Jeakins e Barbara Karinska
  - Oscar onorario a Walter Wanger (per la produzione del film)
  - Candidatura per Miglior attrice protagonista a Ingrid Bergman
  - Candidatura per Miglior attore non protagonista a José Ferrer
  - Candidatura per Migliore scenografia a Richard Day, Casey Roberts e Joseph Kish
  - Candidatura per Miglior montaggio a Frank Sullivan
  - Candidatura per Miglior colonna sonora a Hugo Fiedhofer
- 1948 - National Board of Review Awards
  - Migliori dieci film